# 아바시리군

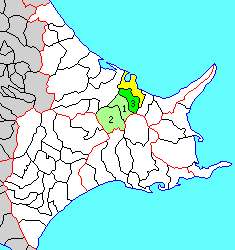
아바시리 군의 위치

아바시리군(일본어: 網走郡)은 일본 홋카이도 오호츠크 종합진흥국(구 아바시리 지청)의 군이다.
인구 27,607명, 면적 1,498.87km², 인구밀도 18.4명/km².(2025년 2월 28일, 주민기본대장인구)
이하 3정으로 구성된다.
- 오조라정(大空町)
- 비호로정(美幌町)
- 쓰베쓰정(津別町)

## 역사
에도 시대에 소야 군역은 서 에조치에 속해, 마쓰마에번에 의해 열린 소야 장소에 포함된 후 아바시리 장소가 열리고 있었다. 에도시대 후기가 되면서 남하정책을 강력하게 진행하는 러시아의 위협에 대비해 아바시리 군역은 천령이 되었다. 1869년 아바시리 군이 두어져 홋카이도 기타미국에 포함되었다.
- 2006년 3월 31일 - 메만베쓰 정과 히가시모토코 촌이 합병해 오조라 정이 되었다.

## 기후
보통은 제법 온난한 냉대 습윤 기후로 최고기온은 영상 30도까지 올라가지만 겨울에는 영하 40도까지 내려간다.